# Wunder in San Francisco
Wunder in San Francisco (Originaltitel: A Christmas Without Snow) ist ein US-amerikanischer Spielfilm von John Korty aus dem Jahr 1980 mit Michael Learned und John Houseman in den Hauptrollen. Das Weihnachtsdrama hatte am 9. Dezember 1980 seine Kinopremiere in den USA.

## Handlung
Die geschiedene Zoe Jensen zieht von Omaha nach San Francisco, um ihr Leben wieder aufzubauen. Sie hat ihren kleinen Sohn widerwillig bei ihren Eltern zurückgelassen, weil sie finanziell erst einmal wieder auf eigenen Füßen stehen will. Obwohl sie ausgebildete Lehrerin ist, erwägt sie sich als Bürokraft umschulen zu lassen, um bald eine Anstellung zu bekommen. In ihrer Freizeit schließt sie sich einem örtlichen Kirchenchor an, der von dem pensionierten Musikdirektor Ephraim Adams geleitet wird. Adams arbeitet daran, den Chor qualitativ so zu verbessern, dass er Händels Messias bei einem Weihnachtskonzert aufführen kann. Das bringt die Chormitglieder an ihre Grenzen, denn nicht alle sind ausgebildete Opernsänger. Das Spektrum reicht vom Studenten bis zum einfachen, aber durchaus talentierten Gemeindemitglied. Die Amateure geben ihr Bestes, schließlich opfern sie ihre Zeit nur aus Liebe zur Musik. Diese Liebe erstreckt sich weit über den Chor hinaus und zeigt sich beispielhaft, als sich die Chormitglieder zusammenschließen, um die defekten Orgelpfeifen zu reparieren. Nachdem unerwartet der Chorleiter zusammenbricht und einen Herzinfarkt erleidet, gerät der Auftritt, der schon in einer Woche stattfinden soll, in große Gefahr. Nachdem sich die Chormitglieder lange zusammensetzen und beraten, finden sie eine Lösung und so wird die Messias-Aufführung in der Kirche ein großer Erfolg. Vom Rollstuhl aus kann Chorleiter Adams alles miterleben und ist begeistert. Der Chor hat sich von einer Gruppe Individualisten zu einer richtigen Gemeinschaft entwickelt und ist eine „Familie“ geworden.

## Hintergrund
Die Dreharbeiten erfolgten in San Francisco.

## Kritik
„Fürs Fernsehen entstandene, gelegentlich allzu sentimentale weihnachtliche Geschichte um Händels [‚]Messias‘-Oratorium.“